# Sgt. Disco
Sgt. Disco è il quinto album in studio long playing del gruppo Circus Devils, pubblicato negli Stati Uniti nel 2007, in vinile dalla Happy Jack Rock Records e in CD dalla Ipecac Recordings. I Circus Devil sono uno dei progetti paralleli di Robert Pollard, leader e fondatore dei Guided by Voices. Tutte le canzoni sono state scritte ed eseguite da Robert Pollard e Todd Tobias.

## Tracce

### Disco 1
Lato A
1. Zig Zag
2. In Madonna's Gazebo
3. George Took a Shovel
4. Pattern Girl
5. Nicky Highpockets
6. Love Hate Relationship with the Human Race
7. Brick Soul Mascots (Part 1)

Lato B
1. Break My Leg
2. Outlasting Girafalo
3. The Assassins Ballroom (Get Your Ass In)
4. The Winner's Circle
5. The Constable's Headscape
6. In Your Office
7. New Boy
8. Puke it Up
9. Swing Shift

### Disco 2
Lato C
1. Happy Zones
2. The Pit Fighter
3. Bogus Reactions
4. Hot Lettuce
5. Safer Than Hooking
6. Dead Duck Dinosaur
7. Do This
8. Brick Soul Mascots (Part 2)

Lato D
1. Caravan
2. Lance the Boiling Son
3. War Horsies
4. French Horn Litigation
5. The Baby That Never Smiled
6. Man of Spare Parts
7. Rose in Paradise
8. Summer is Set

## Musicisti
- Todd Tobias: basso, batteria, chitarra, tastiere, percussioni
- Robert Pollard: voce